# Poesia narrativa
A poesia narrativa é uma forma de poesia que conta uma história, muitas vezes fazendo as vozes de um narrador e de personagens também; a história inteira é geralmente escrita em versos medidos. Os poemas narrativos não precisam de rima. Os poemas que compõem esse gênero podem ser curtos ou longos, e a história a que se refere pode ser complexa. Normalmente é dramático, com objetivos e métrica. Os poemas narrativos incluem épicos, baladas, idílios e composições.
Algumas poesias narrativas assumem a forma de um romance em verso. Um exemplo disso é The Ring and the Book, de Robert Browning. Nos termos da poesia narrativa, um romance é um poema narrativo que conta uma história de cavalaria. Exemplos incluem o Romance da Rosa ou Idílios do rei, de Tennyson. Embora esses exemplos usem materiais medievais e arturianos, os romances também podem contar histórias da mitologia clássica.
Os poemas narrativos mais curtos costumam ter estilo semelhante ao conto. Às vezes, essas narrativas curtas são compiladas em grupos inter-relacionados, como em Os Contos de Cantuária, de Chaucer. Algumas sagas incluem poesia incidental e biografias de poetas. Um exemplo é "A Cremação de Sam McGee", de Robert Service.

## Tradição oral
A tradição oral é a antecessora de essencialmente todas as outras formas modernas de comunicação. Por milhares de anos, as culturas passaram sua história através da tradição oral de geração em geração. Um exemplo claro disso — e o mais antigo — vem da Índia Antiga, o cântico védico, que é frequentemente considerado a mais antiga tradição oral ininterrupta existente hoje. Além disso, um dos mais notáveis foram os antigos hebreus, povo do Oriente Médio; eles aprenderam e transmitiram as histórias de Deus em mais de 115 países em todo o mundo. A poesia na Bíblia é chamada de Salmos, que compila histórias de conquista, fracasso, confissão e outras. Parte disso é de natureza narrativa.
Historicamente, grande parte da poesia tem sua origem em uma tradição oral: nos tempos mais recentes, as baladas escocesas e inglesas, os contos de Robin Hood, de Iskandar e vários poemas heroicos do báltico e eslavo, todos foram originalmente destinados à recitação, ao invés da leitura. Em muitas culturas, permanece uma tradição viva da recitação de contos tradicionais em formato de verso. Foi sugerido que algumas das características distintivas que distinguem a poesia da prosa, como métrica, aliteração e kennings, servissem como mneumônicos que permitiram que os bardos que recitavam contos tradicionais os reconstruíssem da memória.
Um poema narrativo geralmente conta uma história usando um tema poético. Épicos são muito vitais para poemas narrativos, embora se pense que esses poemas narrativos foram criados para explicar as tradições orais. O foco da poesia narrativa é frequentemente os prós e contras da vida.

## Lista de poemas narrativos
- La Araucana, épico espanhol de Alonso de Ercilla
- Autobiografia do Vermelho de Anne Carson
- Beowulf, o mais antigo poema inglês conhecido
- O Livro da Duquesa, de Geoffrey Chaucer
- Os Contos de Cantuária, de Geoffrey Chaucer
- A Carga da Brigada Ligeira, de Alfred Tennyson
- Crank, de Ellen Hopkins
- A Divina Comédia, de Dante, épico italiano
- Don Juan, de Lord Byron
- The Eve of St. Agnes, de John Keats
- Cantar de Mio Cid, épico medieval espanhol (anônimo)
- A Edda em verso (anônimo)
- A Ilíada e a Odisseia atribuídas a Homero
- Epopeia de Gilgamesh, (anônimo) antigo épico babilônico/sumério
- A Caça ao Snark, de Lewis Carroll
- O Kalevala, épico nacional finlandês
- Lamia, de John Keats
- "The Highwayman", de Alfred Noyes
- A Lenda de Sigurd e Gudrun, de J. R. R. Tolkien
- Os Lusíadas (épico nacional de Portugal), de Luís de Camões
- A Rainha das Fadas, de Edmund Spenser
- Eneida, de Virgílio, o épico nacional romano
- Metamorfoses, de Ovídio
- Tebaida, de Estácio
- O Prelúdio, de William Wordsworth
- Passeio de Paul Revere, de Henry Wadsworth Longfellow
- Uma Milha em Seus Sapatos, de Eavin Antony Kunnamkudath
- Pan Tadeusz, de Adam Mickiewicz
- Piers Plowman, de William Langland
- O Estupro de Lucrécia,[a] de William Shakespeare
- Eugene Onegin, de Alexander Pushkin
- Paraíso Perdido e Paraíso Recuperado, de John Milton
- O Corvo de Edgar Allan Poe
- A Balada do Velho Marinheiro de Samuel Taylor Coleridge
- O Anel e o Livro de Robert Browning
- The Set-Up, de Joseph Moncure March
- A Canção de Hiawatha, de Henry Wadsworth Longfellow
- A Canção de Rolando (anônimo), canção de gesta francesa
- The Wild Party, de Joseph Moncure March
- A Destruição do Héspero, de Henry Wadsworth Longfellow
- Tam Lin (anônimo)
- Tam o' Shanter, de Robert Burns
- Terje Vigen, de Henrik Ibsen
- A Morsa e o Carpinteiro, de Lewis Carroll
- Out, Out-, de Robert Frost
- A Batalha de Blenheim, de Robert Southey
- Love, Dad, de Eavin Antony Kunnamkudath
- "Lục Vân Tiên", de Nguyễn Đình Chiểu
- "Lays of Ancient Rome" de Thomas Babington Macaulay